# Avatar Country
Avatar Country je sedmé studiové album švédské melodicky deathmetalové hudební skupiny Avatar. Vydáno bylo 12. ledna 2018 u vydavatelství Century Media. Album je konceptuální, pojednává o králi země Avatar Country, který je svými poddanými uctíván podobně jako bůh. Skupina se oproti předchozí místy progresivní desce Feathers & Flesh (2016) hudebně opět posunula a skladby jsou více přímočaré. Zpěvák Johannes Eckerström také využil pro něj neobvyklé poměrně vysoké rejstříky zpěvu. Celé nahrávání zabralo Avataru přibližně dva týdny, což je poměrně krátká doba v porovnání s předchozími nahrávkami, kdy skupina strávila ve studiu třeba i šest týdnů. Dle Eckerströma měl na krátkou dobu strávenou ve studiu vliv jednak „kreativní náboj“ a jednak „osobnost producenta Jaye Rustona. Ten se skupinou nahrával poprvé.

## Seznam skladeb
Všechny skladby napsal(i) Avatar. 
| Pořadí         | Název                                                                      | Délka |
| -------------- | -------------------------------------------------------------------------- | ----- |
| 1.             | Glory to Our King                                                          | 0:51  |
| 2.             | Legend of the King                                                         | 8:17  |
| 3.             | The King Welcomes You to Avatar Country                                    | 5:36  |
| 4.             | King's Harvest                                                             | 3:55  |
| 5.             | The King Wants You                                                         | 4:20  |
| 6.             | The King Speaks                                                            | 3:17  |
| 7.             | A Statue of the King                                                       | 3:44  |
| 8.             | King After King                                                            | 5:07  |
| 9.             | Silent Songs of the King Pt. 1 - Winter Comes When the King Dreams of Snow | 3:34  |
| 10.            | Silent Songs of the King Pt. 2 - The King's Palace                         | 4:37  |
| Celková délka: | Celková délka:                                                             | 43:18 |

## Obsazení
- Johannes Eckerström – zpěv
- Jonas Jarlsby – kytara
- Tim Öhrström – kytara
- Henrik Sandelin – basová kytara
- John Alfredsson – bicí

Technická podpora
- Jay Ruston – produkce